# Kanton Breteuil (Oise)
Der Kanton Breteuil war bis 2015 ein französischer Kanton im Arrondissement Clermont, im Département Oise und in der Region Picardie. Sein Hauptort war Breteuil. Vertreter im Generalrat des Departements war zuletzt von 2001 bis 2015 Jean Cauwel.
Der Kanton Breteuil war 173,27 km² groß und hatte (2006) 11.271 Einwohner, was einer Bevölkerungsdichte von 65 Einwohnern pro km² entsprach. Er lag im Mittel auf 113 Meter über dem Meeresspiegel, zwischen 62 Meter in Paillart und 176 Meter in Villers-Vicomte.

## Gemeinden
Der Kanton bestand aus 23 Gemeinden:
| Gemeinde               | Einwohner Jahr | Fläche km² | Bevölkerungsdichte | Code INSEE | Postleitzahl |
| ---------------------- | -------------- | ---------- | ------------------ | ---------- | ------------ |
| Ansauvillers           | 1.229 (2013)   | –          | – Einw./km²        | 60017      | 60120        |
| Bacouël                | 464 (2013)     | –          | – Einw./km²        | 60039      | 60120        |
| Beauvoir               | 271 (2013)     | –          | – Einw./km²        | 60058      | 60120        |
| Bonneuil-les-Eaux      | 821 (2013)     | –          | – Einw./km²        | 60082      | 60120        |
| Bonvillers             | 228 (2013)     | –          | – Einw./km²        | 60085      | 60120        |
| Breteuil               | 4.536 (2013)   | –          | – Einw./km²        | 60104      | 60120        |
| Broyes                 | 174 (2013)     | –          | – Einw./km²        | 60111      | 60120        |
| Chepoix                | 395 (2013)     | –          | – Einw./km²        | 60146      | 60120        |
| Esquennoy              | 742 (2013)     | –          | – Einw./km²        | 60221      | 60120        |
| Fléchy                 | 96 (2013)      | –          | – Einw./km²        | 60237      | 60120        |
| Gouy-les-Groseillers   | 31 (2013)      | –          | – Einw./km²        | 60283      | 60120        |
| La Hérelle             | 210 (2013)     | –          | – Einw./km²        | 60311      | 60120        |
| Le Mesnil-Saint-Firmin | 171 (2013)     | –          | – Einw./km²        | 60399      | 60120        |
| Mory-Montcrux          | 102 (2013)     | –          | – Einw./km²        | 60436      | 60120        |
| Paillart               | 593 (2013)     | –          | – Einw./km²        | 60486      | 60120        |
| Plainville             | 163 (2013)     | –          | – Einw./km²        | 60496      | 60120        |
| Rocquencourt           | 191 (2013)     | –          | – Einw./km²        | 60544      | 60120        |
| Rouvroy-les-Merles     | 47 (2013)      | –          | – Einw./km²        | 60555      | 60120        |
| Sérévillers            | 132 (2013)     | –          | – Einw./km²        | 60615      | 60120        |
| Tartigny               | 278 (2013)     | –          | – Einw./km²        | 60627      | 60120        |
| Troussencourt          | 351 (2013)     | –          | – Einw./km²        | 60648      | 60120        |
| Vendeuil-Caply         | 486 (2013)     | –          | – Einw./km²        | 60664      | 60120        |
| Villers-Vicomte        | 160 (2013)     | –          | – Einw./km²        | 60692      | 60120        |